# Сара-Анн (Західна Вірджинія)
Сара-Анн (англ. Sarah Ann) — переписна місцевість (CDP) в США, в окрузі Лоґан штату Західна Вірджинія. Населення — 207 осіб (2020). Спільнота була названа на честь Сари О'Тул, дружини чиновника вугільної компанії Едварда О'Тула, та Енн Шанклін, дружини лікаря вугільної компанії доктора Шанкліна

## Географія
Сара-Анн розташована за координатами 37°42′31″ пн. ш. 81°59′17″ зх. д. / 37.70861° пн. ш. 81.98806° зх. д. (37.708525, -81.988079).  За даними Бюро перепису населення США в 2010 році переписна місцевість мала площу 4,73 км², уся площа — суходіл.

## Демографія
Згідно з переписом 2010 року, у переписній місцевості мешкало 345 осіб у 129 домогосподарствах у складі 90 родин. Густота населення становила 73 особи/км².  Було 153 помешкання (32/км²).
Расовий склад населення:
| - 96,2 % — білих - 2,6 % — чорних або афроамериканців |

До двох чи більше рас належало 1,2 %. Частка іспаномовних становила 0,0 % від усіх жителів.
За віковим діапазоном населення розподілялося таким чином: 19,4 % — особи молодші 18 років, 69,0 % — особи у віці 18—64 років, 11,6 % — особи у віці 65 років та старші. Медіана віку мешканця становила 43,1 року. На 100 осіб жіночої статі у переписній місцевості припадало 115,6 чоловіків;  на 100 жінок у віці від 18 років та старших — 117,2 чоловіків також старших 18 років.
За межею бідності перебувало 56,4 % осіб, у тому числі 60,7 % дітей у віці до 18 років та 0,0 % осіб у віці 65 років та старших.
Цивільне працевлаштоване населення становило 51 осіб. Основні галузі зайнятості: сільське господарство, лісництво, риболовля — 45,1 %, мистецтво, розваги та відпочинок — 29,4 %, освіта, охорона здоров'я та соціальна допомога — 25,5 %.